# Adelaide International
Adelaide International è un torneo di tennis maschile e femminile che si disputa annualmente ad Adelaide, in Australia, su fondo in cemento.
Si tiene in gennaio quale evento preparatorio al primo Grande Slam della stagione tennistica, l'Australian Open.
Istituito nel 2020, fa parte della categoria ATP 250 (torneo maschile) e WTA 500 (femminile).

## Storia
Quando nel 2009 fu istituito il Brisbane International, Adelaide ha perso l'organizzazione del proprio storico torneo ATP, il South Australian Open, che si disputava già prima dell'era Open, finendo per organizzare solo il World Tennis Challenge, un evento esibizionistico disputato la settimana precedente agli Australian Open.
Nel 2019, l'annuncio dell'istituzione dell'ATP Cup (competizione a squadre disputata in diverse città) ha portato alla cancellazione dei tornei di Brisbane e Sydney, lasciando spazio in calendario per una nuova competizione da inserire prima dello Slam australiano. Nel febbraio 2019, il governo australiano ha annunciato un investimento di $10 milioni per costruire una copertura al Memorial Drive Tennis Centre, dopo essersi assicurato un contratto di cinque anni con Tennis Australia per l'organizzazione di un nuovo evento internazionale. Il torneo è stato quindi lanciato l'anno successivo come evento combinato ATP 250 e WTA Premier. L'edizione maschile del 2021 viene spostata a Melbourne a causa della pandemia di COVID-19, prende il nome Great Ocean Road Open e si tiene allo stesso impianto degli Australian Open la settimana che li precede. Mentre quella femminile viene disputata a febbraio al Memorial Drive Tennis Centre dopo gli Australian Open.

## Albo d'oro

### Torneo maschile

#### Singolare
| Anno    | Campione                              | Finalista                             | Punteggio                             |
| ------- | ------------------------------------- | ------------------------------------- | ------------------------------------- |
| 2020    | Andrej Rublëv                         | Lloyd Harris                          | 6–3, 6–0                              |
| 2021    | Annullato per pandemia di Coronavirus | Annullato per pandemia di Coronavirus | Annullato per pandemia di Coronavirus |
| 2022 I  | Gaël Monfils                          | Karen Chačanov                        | 6–4, 6–4                              |
| 2022 II | Thanasi Kokkinakis                    | Arthur Rinderknech                    | 6(6)–7, 7–6(5), 6–3                   |
| 2023 I  | Novak Đoković                         | Sebastian Korda                       | 6(8)–7, 7–6(3), 6–4                   |
| 2023 II | Kwon Soon-woo                         | Roberto Bautista Agut                 | 6–4, 3–6, 7–6(4)                      |
| 2024    | Jiří Lehečka                          | Jack Draper                           | 4–6, 6–4, 6–3                         |
| 2025    | Félix Auger-Aliassime                 | Sebastian Korda                       | 6–3, 3–6, 6–1                         |

#### Doppio
| Anno    | Campioni                              | Finalisti                             | Punteggio                             |
| ------- | ------------------------------------- | ------------------------------------- | ------------------------------------- |
| 2020    | Máximo González Fabrice Martin        | Ivan Dodig Filip Polášek              | 7–6(12), 6–3                          |
| 2021    | Annullato per pandemia di Coronavirus | Annullato per pandemia di Coronavirus | Annullato per pandemia di Coronavirus |
| 2022 I  | Rohan Bopanna Ramkumar Ramanathan     | Ivan Dodig Marcelo Melo               | 7–6(6), 6–1                           |
| 2022 II | Wesley Koolhof Neal Skupski           | Ariel Behar Gonzalo Escobar           | 7–6(5), 6–4                           |
| 2023 I  | Lloyd Glasspool Harri Heliövaara      | Jamie Murray Michael Venus            | 6–3, 7–6(3)                           |
| 2023 II | Marcelo Arévalo Jean-Julien Rojer     | Ivan Dodig Austin Krajicek            | Walkover                              |
| 2024    | Rajeev Ram Joe Salisbury              | Rohan Bopanna Matthew Ebden           | 7–5, 5–7, [11–9]                      |
| 2025    | Simone Bolelli Andrea Vavassori       | Kevin Krawietz Tim Pütz               | 4–6, 7–6(4), [11–9]                   |

### Torneo femminile

#### Singolare
| Anno    | Categoria | Campionessa        | Finalista             | Punteggio     |
| ------- | --------- | ------------------ | --------------------- | ------------- |
| 2020    | Premier   | Ashleigh Barty (1) | Dajana Jastrems'ka    | 6–2, 7–5      |
| 2021    | WTA 500   | Iga Świątek        | Belinda Bencic        | 6–2, 6–2      |
| 2022 I  | WTA 500   | Ashleigh Barty (2) | Elena Rybakina        | 6–3, 6–2      |
| 2022 II | WTA 250   | Madison Keys (1)   | Alison Riske-Amritraj | 6–1, 6–2      |
| 2023 1  | WTA 500   | Aryna Sabalenka    | Linda Nosková         | 6–3, 7–6(4)   |
| 2023 2  | WTA 500   | Belinda Bencic     | Dar'ja Kasatkina      | 6–0, 6–2      |
| 2024    | WTA 500   | Jeļena Ostapenko   | Dar'ja Kasatkina      | 6–3, 6–2      |
| 2025    | WTA 500   | Madison Keys (2)   | Jessica Pegula        | 6–3, 4–6, 6–1 |

#### Doppio
| Anno    | Categoria | Campionesse                             | Finaliste                               | Punteggio           |
| ------- | --------- | --------------------------------------- | --------------------------------------- | ------------------- |
| 2020    | Premier   | Nicole Melichar-Martinez Xu Yifan       | Gabriela Dabrowski Darija Jurak         | 2–6, 7–5, [10–5]    |
| 2021    | WTA 500   | Alexa Guarachi Desirae Krawczyk         | Hayley Carter Luisa Stefani             | 6(4)–7, 6–4, 10–3   |
| 2022 I  | WTA 500   | Ashleigh Barty Storm Hunter             | Darija Jurak Andreja Klepač             | 6–1, 6–4            |
| 2022 II | WTA 250   | Eri Hozumi Makoto Ninomiya              | Tereza Martincová Markéta Vondroušová   | 1–6, 7–6(4), [10–7] |
| 2023 1  | WTA 500   | Asia Muhammad Taylor Townsend (1)       | Storm Hunter Kateřina Siniaková         | 6–2, 7–6(2)         |
| 2023 2  | WTA 500   | Luisa Stefani Taylor Townsend (2)       | Anastasija Pavljučenkova Elena Rybakina | 7–5, 7–6(3)         |
| 2024    | WTA 500   | Beatriz Haddad Maia Taylor Townsend (3) | Caroline Garcia Kristina Mladenovic     | 7–5, 6–3            |
| 2025    | WTA 500   | Guo Hanyu Aleksandra Panova             | Beatriz Haddad Maia Laura Siegemund     | 7–5, 6–4            |